# Barleeia seminulum
Barleeia seminulum is een slakkensoort uit de familie van de Barleeiidae. De wetenschappelijke naam van de soort is voor het eerst geldig gepubliceerd in 1877 door Monterosato.